# Prvi lionski sabor
Prvi lionski sabor je trinaesti ekumenski sabor, kojeg priznaje Katolička Crkva. Održao se 1245. godine.
Saborom je predsjedao papa Inocent IV. Njemu je prijetio car Svetog Rimskog Carstva, Fridrik II. Papa je stigao u Lyon, 2. prosinca 1244., i početkom sljedeće godine pozvao biskupe, da dođu na Sabor. Odazvalo se oko 250 crkvenih velikodostojnika uključujući latinske patrijarhe Carigrada, Antiohije i Akvileje (Venecija) i 140 biskupa. Sudjelovali su i neki svjetovni vladari. Rim je za to vrijeme bio pod opsadom cara Fridrika II. Papa ga je na Prvom lionskom saboru izopćio, kao i portugalskog kralja Sancha II. Na saboru je dogovoren novi križarski rat (sedmi križarski rat), pod zapovjedništvom Luja IX., da se oslobodi Sveta Zemlja.
Na otvorenju Sabora, 28. lipnja, nakon pjevanja himna Veni Creator Spiritus, Inocent IV. propovijedao je na temu pet rana Crkve te ih usporedio sa svojih pet boli: neprimjereno ponašanje klera i laika, drskost Saracena koji su zauzeli Svetu Zemlju, raskol Istoka i Zapada, okrutnosti Tatara u Mađarskoj i progon Crkve od strane cara Fridrika II.
Na Saboru je među ostalim odlučeno, da kardinali nose crvene kardinalske kape.